# Monolistra hercegoviniensis
Monolistra hercegoviniensis är en kräftdjursart som beskrevs av Karel Absolon 1916. Monolistra hercegoviniensis ingår i släktet Monolistra och familjen klotkräftor.

## Underarter
Arten delas in i följande underarter:
- M. h. brevipes
- M. h. atypica
- M. h. hercegoviniensis
- M. h. ornata